# Loriquet eutèle
Trichoglossus euteles
Espèce
Statut de conservation UICN

 LC  : Préoccupation mineure
Statut CITES
Le Loriquet eutèle (Trichoglossus euteles) est une espèce de perroquet de la famille des Psittacidae. 

## Répartition
Cet oiseau vit à Timor et îles avoisinantes. 

## Habitat
Il habite les forêts tropicales humides et les forêts de nuage.